# دورون رابينوفيتشي
دورون رابينوفيتشي Doron Rabinovici (ولد في تل أبيب في 2 ديسمبر 1961) هو أديب ومؤرخ نمساوي، وهو يقيم منذ عام 1964 في فيينا.

## حياته
درس علوم الأدب والتاريخ في جامعة فيينا. قام بالعديد من الدراسات التاريخية في التاريخ النمساوي المعاصر. ألف العديد من الروايات والقصص القصيرة والمقالات. وله نشاط سياسي معاد للعنصرية. كما أنه كان أحد الداعين والمنظمين الأساسيين في المظاهرة الكبرى التي كان شعارها «لا للتحالف مع العنصرية» في شباط فبراير 2000. كما أنه عضو في اتحاد كتاب غراتس.

## من أعماله
- على كل حال 2005 (رواية)
- البحث عن السيد ميم 2000
- بابرنيك 1994

## روابط إضافية
- (بالألمانية)

```
الموقع الرسمي
```

- (بالألمانية)

```
Catalogue German National Library
```

## روابط خارجية
- دورون رابينوفيتشي على موقع IMDb (الإنجليزية)
- دورون رابينوفيتشي على موقع مونزينجر (الألمانية)